# Rafael Buenaventura

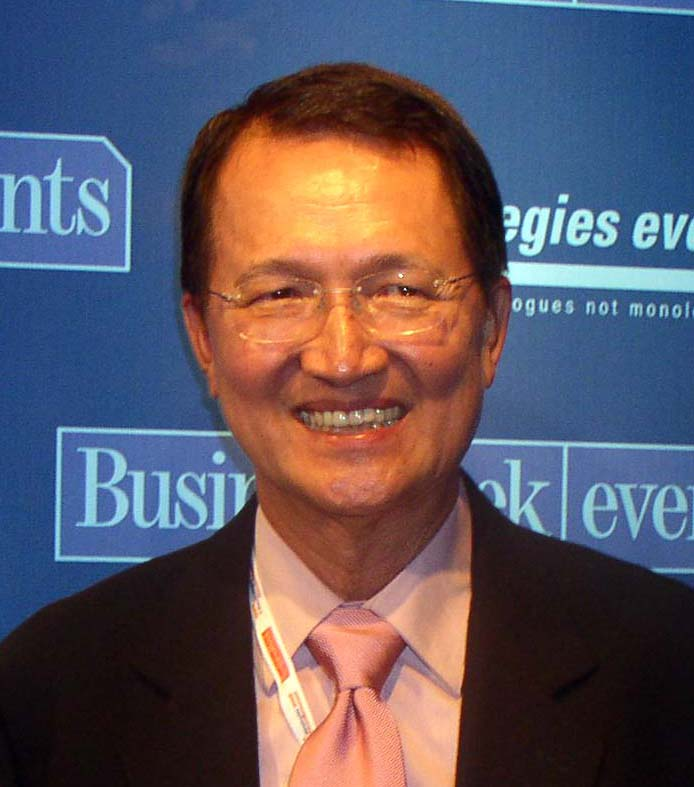
Rafael Buenaventura (2004)

Rafael Carlos „Paeng“ Baltazar Buenaventura (* 5. August 1938 in San Fernando (La Union); † 30. November 2006) war ein philippinischer Bankier und von 1999 bis 2005 Gouverneur der philippinischen Zentralbank (Bangko Sentral ng Pilipinas).

## Biografie

### Studium und Bankier bei Citibank und PCIB
Buenaventura, Sohn des Schatzmeisters der Ilocos-Region, Antonio Buenaventura, sowie von Consuelo Baltazar, Mitbegründerin der Landwirtschaftsbank (Rural Bank) von Aringay, absolvierte nach dem Besuch der Eliteschule Ateneo de Manila ein Studium an der De La Salle University-Manila, das er mit dem akademischen Grad eines Bachelor in Handel abschloss. Während des Studiums lernte er den späteren Präsidenten der Philippinen, Joseph Estrada, kennen. Später setzte er sein Studium an der Stern School of Business der New York University fort, an der er den akademischen Grad eines Master of Business Administration erwarb.
Noch während seines Studiums begann er seine Banklaufbahn als Kreditfachmann der Security Bank und setzte diese nach seinem Examen als Management Trainee bei der Citibank in Manila fort. In den folgenden Jahren stieg er rasch auf und war wenige Wochen vor der Verhängung des Kriegsrechts durch den Ferdinand Marcos im Jahr 1972 Handelsbankvorstand der Citibank Singapur. 1974 folgte seine Berufung zum Chief Executive Officer (CEO) der Citibank Indonesien sowie zwei Jahre darauf zum CEO der Ciibank Malaysia. Diese Position behielt er bis zu seiner Berufung zum Senior-Vizepräsident der Citibank Hongkong im Jahr 1979. Als solcher war er bis 1982 verantwortlich für die Finanzgeschäfte der Citibank in zwölf südostasiatischen Staaten, bis er zum ersten philippinisch-stämmigen (Filipino) CEO der Citibank Philippinen berufen wurde. In dieser Funktion hatte er bis 1985 seine ersten ernsthaften Beziehung in makroökonomischer Finanzplanung. Während dieser Zeit gerieten die Philippinen zunehmend in eine Schuldenkrise und bemühte sich um weitreichende Neugestaltung der schweren Schuldenlast. In dieser Zeit war er maßgebliches Mitglied eines Komitees von Privat- und Regierungsexperten, das mit einer Aushandlung der Neugestaltung der Schuldenlast befasst war. Anschließend war er von 1985 bis 1989 Senior-Vizepräsident und Abteilungsvorstand für Südeuropa mit der Verantwortlichkeit für Griechenland, Italien, Portugal, Spanien und Portugal.
Daraufhin wurde er von dem chinesischstämmigen philippinischen Geschäftsmann John Gokongwei, dessen Geschäfte von Nahrungsmitteln über Schwerindustrie bis hin zu Luftfahrt und Bankgeschäften reichen, zum Präsidenten und CEO der zur Gokongwei-Gruppe gehörenden Philippine Commercial International Bank (PCIB) berufen und übte dieses Amt zwischen 1989 und 1999 aus. Zugleich war er während dieser Zeit von 1994 bis 1997 Präsident der Bankiersvereinigung der Philippinen sowie 1996 bis 1907 Vorsitzender des Bankrates der ASEAN.

### Gouverneur der Bangko Sentral (BSP)

#### Asiatische Finanzkrise
Noch während seiner Tätigkeit als Präsident der PCIB wurde sein alter Schulfreund Joseph Estrada 1998 zum Präsidenten der Philippen gewählt, der ihn unmittelbar darauf bat, das Amt des Gouverneurs der Philippinischen Zentralbank (Bangko Sentral ng Pilipinas) zu übernehmen, nachdem einerseits der Ruhestand des bisherigen Gouverneurs Gabriel Singson bevorstand und andererseits zuvor 1997 die asiatische Finanzkrise ausbrach. Allerdings schlug Buenaventura dieses Angebot zunächst ebenso aus wie andere ihm angebotene Regierungsämter. Stattdessen verlängerte Estrada nach seinem Amtsantritt die sechsjährige Amtszeit von Singson. Als Estrada ihn nach Ablauf der Verlängerung von Singsons Amtszeit erneut um die Übernahme des Amts des Gouverneurs der BSP bat, schlug er das Angebot erneut aus mit dem Hinweis, dass er und seine Geschwister ihrem verstorbenen Vater versprochen hatten, dass keiner von ihnen jemals ein Regierungsamt annehmen würde. Letztlich gelang es aber Estrada und seinem engen Berater und Finanzminister José Trinidad Pardo, ebenfalls ein enger Freund Buenaventuras, diesen zwei Monate vor Ablauf von Singsons Amtszeit zur Übernahme des Amts des Zentralbankgouverneurs zu überzeugen. Nach Ablauf seines Vertrages als Präsident der PCIB wurde er schließlich am 6. Juli 1999 nach Singson zweiter Gouverneur der Bangko Sentral ng Pilipinas.

#### Herausforderungen der Globalisierung
Seine Berufung zum Zentralbankgouverneur stieß in der Bankindustrie auf große Zustimmung, da die Bankindustrie aufgrund der asiatischen Finanzkrise in großen Schwierigkeiten war, die das gesamte Finanzwesen gefährdeten. Zugleich sah sich die philippinische Finanzwelt den Herausforderungen der Globalisierung ausgesetzt, die radikale Maßnahmen zum Bestehen gegenüber internationalen Standards erforderten. Der Enron-Skandal über Bilanzfälschung forderte darüber hinaus weitere Maßnahmen zur Regulierung der Marktkräfte. Zur Zeit der Amtsübernahme Buenaventuras waren über 15 Prozent der Kredite des gesamten Banksektors nicht gedeckte Darlehen und dieser Prozentsatz stieg innerhalb des ersten Amtsjahres auf 17 Prozent an. Dies erforderte zur Vermeidung eines Zusammenbruchs der Finanzwirtschaft die Verabschiedung des sogenannten Special Purpose Vehicles Act, eines Gesetzes, welches den Verkauf dieser "schlechten" Kredite zu einem verringerten Preis an darauf spezialisierte Firmen zwecks Weiterverkauf ermöglichte. Buenaventura selbst stellte diese Mechanismen den Abgeordneten des Kongresses vor und wies darauf hin, dass die Regierung nicht selbst über die notwendigen Ressourcen zur Rettung der Finanzwelt verfügte. Allerdings kam der Gesetzgebungsprozess zum Erliegen als Estrada durch die EDSA-II-Revolution 2001 gestürzt und durch seine bisherige Vizepräsidentin Gloria Macapagal Arroyo abgelöst wurde. Dies führte auch bei Buenaventura zu Rücktrittsgedanken, um durch einen Vertrauten der neuen Präsidentin ersetzt zu werden. Zur Vermeidung einer Schwächung des Amtes des Zentralbankgouverneurs verblieb er jedoch im Amt und setzte bald darauf das Gesetzgebungsverfahren zur Rettung der Finanzwelt fort. Schließlich kam es 2003 zur Verabschiedung des Purpose Vehicles Act.
Daneben sah sich Buenaventura weiteren Herausforderungen ausgesetzt. Die Märkte nahm immer weniger Geheimhaltungspflichten hin, Investoren fragten zunehmend nach Transparenz bei finanziellen Transaktionen, wollten andererseits aber größtmögliche Sicherheit und Voraussehbarkeit der Investitionen. Dies erforderte ein Fortschreiten von Transparenz, "Good Governance" und Übernahme von Verantwortung sowohl im Bankwesen als auch im Geschäftsleben generell. Vor diesem Hintergrund setzte sich Buenaventura massiv für Regelungen ein, die ein Höchstmaß an Markttransparenz sowie Schutz der Banken und ihrer Kunden erlaubten. Dafür führte er Schlüsselelemente ein, die zum Ergebnis stärkere Einflussmöglichkeiten der Zentralbank hatten.

#### FATF-Krise
Neben dieser Krise war Buenaventuras Amtszeit durch die FATF-Krise mit einem weiteren Problem befasst. Im Juni 2000 hatte die Financial Action Task Force on Money Laundering (FATF), eine Expertengruppe der Staatschefs der G7-Staaten und des Präsidenten der EG-Kommission mit dem Auftrag, die Methoden der Geldwäsche zu analysieren und Maßnahmen zu ihrer Bekämpfung zu entwickeln, die Philippinen als "unkooperativen Staat" bezeichnet. Das Setzen auf die Schwarze Liste der FATF ließ ernsthafte Maßnahmen zur Verwendung von Schwarzgeldern bei internationalen Geld- und Währungsgeschäften erwarten. Zur Vermeidung von formellen Sanktionen und zur Streichung von der Schwarzen Liste der FATF bemühte sich die Zentralbank um ein Gesetzgebungsverfahren, welches zur Strafbarkeit von Geldwäsche und zur Einrichtung einer Anti-Geldwäsche-Behörde, die von der FATF gefordert wurde, einzuleiten. Dieses Gesetzgebungsverfahren gestaltete sich im Kongress jedoch als schwierig, da einige Abgeordnete der BSP Amtsmissbrauch zur Ausspähung privater Bankkonten vorwarfen. Dabei wurde wohl auch befürchtet, dass dadurch die Geldwäsche illegal erworbener Vermögen durch Banken aufgedeckt würde. Diese Debatte dauerte nahezu ein Jahr lang an, und Buenaventura musste immer wieder gegenüber den Kongressmitgliedern die Notwendigkeit der Maßnahmen im Vergleich mit dem internationalen Standard darstellen. Schließlich kam es im September 2001 zur Verabschiedung des Anti-Money Laundering Act, der unter anderem die Einrichtung eines Anti-Geldwäsche-Rates (Anti-Money Laundering Council) unter der Leitung der BSP und der Securities and Exchange Commission (SEC) vorsah. In den beiden folgenden Jahren wurden diese Gesetze ausgeweitet, bis die Philippinen Anfang 2005 schließlich von der Schwarzen Liste der FATF gestrichen wurden.
Während seiner Amtszeit als Gouverneur der Bangko Sentral verbot er auch die umstrittenen und leicht zu missbrauchenden sogenannten „Common Trust Funds“ und ersetzte diese durch transparentere und leichter zu verstehende sogenannte „Unit Investment Trust Funds“. Zugleich kam es mit Unterstützung des Vizegouverneurs der Zentralbank, Alberto Reyes, zu einer vorsichtigen Umstrukturierung des Bankensystems, die zu einer im philippinischen Bankwesen nie dagewesenen Transparenz und zu mehr Schutz der Kräfte des Marktes führten.
Zugleich war er der weiten Öffentlichkeit insbesondere durch seine Geldpolitik bekannt, die den Schutz des Peso ermöglichen sollte, was ihm jedoch nicht durchgehend gelang, wie die Wechselkursentwicklung während seiner Amtszeit zeigte. Gleichwohl wurde er auch als moralische Instanz bei der Wahrnehmung der Macht- und Einflussmöglichkeiten der Zentralbank angesehen, der Bankmanager zu sich zitierte, wenn er den Peso aufgrund großer Spekulationsgeschäfte gefährdet sah.
Als die Regierung von Präsidentin Arroyo 2002 in eine neue Haushaltskrise geriet, die zu einem Anwachsen des Haushaltsdefizits auf 220 Billionen Peso führte, kam es zeitweise zu politischem Druck auf die Regierung bezüglich eines Schuldennachlasses, den Buenaventura jedoch vermeiden wollte. Diese demonstrierte Unabhängigkeit als Zentralbankgouverneur führte mehr als einmal dazu, dass mit seiner Entlassung durch die Präsidentin gerechnet wurde. Dazu kam es jedoch wegen seiner Bekanntheit in der nationalen und internationalen Wirtschaft und den Finanzmärkten nicht.
Trotz seiner Bekanntheit und Erfolge als Zentralbankgouverneur machte er deutlich, dass er nach Ablauf seiner Amtszeit keine Verlängerung seiner Amtszeit oder andere Ämter in der Regierung übernehmen würde. Nach sechsjähriger Amtszeit übergab er daher am 6. Juli 2005 die Amtsgeschäfte an den damaligen Vizegouverneur der BSP, Amando Tetangco junior, einen der Mitarchitekten der von ihm eingeleiteten Reformen.
2001 wurde er durch das Magazin "The Banker", eine Schwesterpublikation der "Financial Times", zum ersten Zentralbankgouverneur des Jahres für die Region Asien benannt.
Für seine Verdienste in der internationalen Finanzwelt wurde er 2002 und 2003 neben dem australischen und dem polnischen Zentralbankpräsidenten, Ian Macfarlane und Leszek Balcerowicz, zu einem der weltbesten (Grade A) Zentralbankgouverneure durch das in New York erscheinende Magazin "Global Finance" benannt. Zugleich wurde er 2003 durch das Magazin "Business Week" zu einem der fünf herausragenden Finanzmanagern Asiens gewählt. 2004 wurde er zum "Management Man of the Year" auf den Philippinen gewählt.

#### Zitate über seine Arbeit als Zentralbankgouverneur
- "Er ist derjenige, der alles zusammenhält" (Cezar P. Consing, Co-Vorstand Investmentbanking Asien JPMorgan Chase & Co.),[10]